# Збірна кримських татар з футболу
Збірна кримських татар з футболу — не визнана ФІФА футбольна збірна кримськотатарського народу. Є тимчасовим членом NF-Board. Участь у змаганнях та товариських поєдинках брала лише раз у історії — в листопаді 2006 року змагалася на міжнародному футбольному турнірі серед невизнаних країн ELF Cup, що проходив у Північному Кіпрі.
Підтримується Меджлісом і «зємлячєством» кримських татар.

## ELF Cup 2006

### Задіяні гравці
| Воротарі:         |            |     |    |                     |   |     |
| Наріман Османов   | 06.08.1970 | ?   | ?  | КІПУ                | 5 | -11 |
| Захисники:        |            |     |    |                     |   |     |
| Денис Голайдо     | 03.06.1984 | 168 | 64 | «Таврія»            | 5 | 0   |
| Февзі Ебубекіров  | 20.06.1981 | ?   | ?  | КІПУ                | 5 | 0   |
| Різван Аблітаров  | 18.04.1989 | 190 | 82 | «Дніпро» Д          | 4 | 0   |
| Півзахисники:     |            |     |    |                     |   |     |
| Арсен Мустафаєв   | 11.06.1982 | 172 | 72 | «Фенікс-Іллічовець» | 5 | 0   |
| Фахрі Джелялов    | 11.06.1984 | ?   | ?  | КІПУ                | 5 | 0   |
| Руслан Джемілєв   | ?          | ?   | ?  | КІПУ                | 5 | 0   |
| Джанбек Аблякімов | ?          | ?   | ?  | КІПУ                | 4 | 0   |
| Арсен Абляметов   | 10.08.1984 | 178 | 65 | «Хімік» К           | 4 | 2   |
| Ірфан Аметов      | 03.02.1980 | 173 | ?  | «Флора»             | 4 | 1   |
| Нападники:        |            |     |    |                     |   |     |
| Марлен Акімов     | ?          | ?   | ?  | КІПУ                | 3 | 2   |
| Руслан Еміратлі   | ?          | ?   | ?  | КІПУ                | 2 | 1   |

### Результати матчів
| 1 тур 19 листопада 2006                          | Кримські татари | 0 – 5 | Північний Кіпр                                                                                     | Морфу, ТРПК                                            |  |
| 12:00 EET                                        |                 |       | Хаміз Чакір 16' Ертач Ташкіран 45' Різван Аблітаров 65' (аг) Кемаль Учанер 78' Екрем Келешзаде 87' | Стадіон: «Зафер Стедіум» Суддя: Абдулла Езсусузлу ТРПК |  |
| Кримські татари: Османов, Мустафаєв, Ебубекіров, |                 |       | |                                                        |  |